# Hannah New
Hannah New (ur. 13 maja 1984 w Londynie) – angielska modelka i aktorka filmowa i telewizyjna, która wystąpiła m.in. w seriach Piraci, Krawcowa z Madrytu oraz filmie Czarownica.

## Życiorys
Urodziła się w Balham, w Londynie, ma dwie starsze siostry. Już w wieku czterech lat uczęszczała do szkoły baletowej. Później dołączyła do National Youth Theatre. Jej zainteresowanie innymi kulturami sprawiło, że odwiedziła ponad 20 krajów, a w 2003 roku spędziła 3 miesiące pracując jako wolontariuszka w domu dziecka w Boliwii. Studiowała języki angielski i hiszpański na Uniwersytecie w Leeds. Przeniosła się do Hiszpanii, gdzie dalej szkoliła język oraz aktorską technikę Meisnera. Aby opłacić swoje studia pracowała jako modelka dla View Management w Madrycie i Barcelonie. Studiowała w Centralnej Szkole Mowy i Dramatu w Londynie, gdzie w 2011 uzyskała tytuł z wyróżnieniem. 
Jej kariera rozpoczęła się w 2009 roku w Barcelonie, gdzie zauważyła ją amerykańska łowczyni talentów Stacey Castro poszukująca aktorki do roli Lukrecji w serialu Rodzina Borgiów. W 2010 dostała rolę w hiszpańskim serialu Krawcowa z Madrytu (El tiempo entre costuras), ekranizacji powieści Marii Dueñas o tym samym tytule. Zagrała Rosalindę Fox, młodą angielską kobietę, która zostaje kochanką ministra spraw zagranicznych Juana Luisa Beigbedera i przyjaciółką krawcowej Siry Quirogi. W 2011 roku dostała główną rolę w pilocie serialu Shelter, który nie wszedł na antenę. W 2012 dołączyła do obsady serialu Piraci, gdzie grała Eleanor Guthrie, właścicielkę tawerny w Nassau prowadzącą nielegalny handel z piratami. Zagrała królową Leilę, matkę księżniczki Aurory, w filmie Disneya Czarownica, który wszedł na ekrany 30 maja 2014.
W 2014 roku dostała główną rolę w thrillerze Under the Bed, w którym młoda kobieta stara się pogodzić z rozpadem związku, podczas gdy poznany w mediach społecznościowych stalker zamieszkuje pod jej łóżkiem.